# Cozia (okręg Jassy)
Cozia – wieś w Rumunii, w okręgu Jassy, w gminie Costuleni. W 2011 roku liczyła 1007 mieszkańców.